# Jost Schiffmann
Jost Josef Nikolaus „Jodok“ Schiffmann (* 30. August 1822 in Luzern, Schweiz; † 11. Mai 1883 in München, Deutsches Reich) war ein Schweizer Maler, von 1870 bis 1881 Direktor des Salzburger Museums Carolino Augusteum und Denkmalpfleger.

## Leben
Jodok Schiffmann wurde am 30. August 1822 unter dem bürgerlichen Namen Jost Josef Nikolaus Schiffmann als Sohn des gleichnamigen Metzgermeisters Jost Schiffmann und dessen Ehefrau Jakobea (geborene Schallbretter) in der am Nordwestufer des Vierwaldstättersee gelegenen Stadt Luzern geboren. Anfangs erhielt der als einer alteingesessenen Luzerner Bürgerfamilie bzw. Metzgerfamilie stammende Jodok Schiffmann selbst eine Ausbildung als Metzger, bekam aber nebenbei, durch Anregung und Unterstützung seines Onkels, auch Zeichenunterricht bei Jakob Schwegler und war dabei bereits 1842 bei der allerersten Schweizerischen Turnus-Ausstellung in Luzern vertreten. Danach war er unter anderem von 1843 bis 1847/48 Schweizer Gardist in der Vatikanstadt, wo er sich mit dem hier lebenden Landschaftsmaler Johann Rudolf Bühlmann anfreundete. Um das Jahr 1844 begann er schließlich mit dem Zeichnen und Malen der Natur, wobei er in den Folgejahren auch zahlreiche Farbstudien machte, auf die er in den weiteren Jahren immer wieder zurückgriff.
Durch die Revolution wurde er 1848 aus Rom vertrieben und kehrte um 1849 wieder nach Luzern zurück, wo er vor allem die Umgebung seiner Heimatstadt malte. Nachdem er im Herbst 1850 nach München zog, studierte er hier von 1850 bis 1861 Zeichnen und Malerei. Dabei bekam er Zeichenunterricht bei Jakob Schwegler und wurde in der Malerei von Eduard Gerhardt unterrichtet. Hier wurde unter anderem auch der mit ihm verwandte Hans Makart sein Schüler. Während dieser Zeit heiratete er wohl 1857 Therese Kallis und daraufhin im Jahre 1860 deren Schwester, Adelheid Kallis. Des Weiteren ging er auch eine dritte Ehe mit Maria Therese Stäbler ein. Ebenfalls zu seiner Münchner Zeit entstanden Freundschaften mit Johann Gottfried Steffan, Robert Zünd und Rudolf Koller. Obwohl er dabei oftmals Deutschland bereiste, verbrachte er die Sommer ausnahmslos in seiner Schweizer Heimat, dabei oftmals auch in Gesellschaft von Robert Zünd. Ab 1853 stellte Schiffmann nicht nur in der Schweiz aus, sondern hatte auch Ausstellungen in München und verkaufte seine Werke auch regelmäßig. Im Jahre 1861, nach dem Tod seines Sohnes, übersiedelte Schiffmann nach Salzburg und überließ seine Sammlung von Altertümern dem um rund 18 Jahre jüngeren Markart, dessen Onkel er durch seine Ehe mit Therese Kallis geworden war.
Nachdem er 1870 Kustos wurde, übernahm er, nach einer Empfehlung Markarts, im Jahre 1872 das Amt des Direktors des Städtischen Museums Carolino Augusteum in Salzburg und war in dieser Position bis 1881 tätig. Dabei arrangierte er dessen Bestände, anstelle der früheren rein systematischen Aufstellung, theatralisch zu „geschlossenen suggestiven Kultur- und Zeitbildern“ als Musterbeispiel des Historismus. Sein Versuch, dem Museumsbesucher das Bild der Vergangenheit in der räumlichen Szenerie, in sogenannten „Stilzimmern“, zu einem bestimmten Thema zu vermitteln, war aber nicht erfolgreich. Dies führte auch zu einer heftigen öffentlich ausgetragenen Debatte, die im Jahre 1881 zu seiner Demissionierung führte. Nebenbei war er in Salzburg auch als Denkmalpfleger tätig. Da diese Tätigkeiten ihn vollends in Anspruch nahmen, blieb sein künstlerisches Schaffen während dieser Zeit liegen.
In weiterer Folge kehrte Schiffmann wieder nach München zurück, wo er bei der Gründung einer Altertumsvereinigung mitwirkte und weiterhin als Maler aktiv war. Am 11. Mai 1883 verstarb Schiffmann 60-jährig in seiner nunmehrigen Residenz. Seine Werke sind heute im Kunstmuseum Luzern, im Salzburg Museum, im Kunstmuseum St. Gallen oder im Kunstmuseum Winterthur ausgestellt, befinden sich zum Teil aber auch in Privatbesitzen.

## Stil
In einer ersten Schaffensphase schuf Jodok Schiffmann stimmungshafte und impressionistische Landschaften sowie Architekturbilder, wobei er hierbei möglicherweise durch Eduard Gerhardt angeregt wurde, und bei denen seine Fähigkeiten im Bereich der Perspektive und Zeichnung deutlich wurden. Seine oft barock anmutenden Genreszenen wurden vor allem durch sein Studium der Alten Meister, die für ihn stets einen Vorbildcharakter hatten, angeregt. Sein Duktus wurde als zunehmend „flockig-impressionistisch“ beschrieben. Noch 1853 machte er zweimonatige Studien von Luft- und Lichteffekten und vom Spiel der Wolken, die er in den oft sorgfältig ausgeführten Himmelspartien seiner Landschaftsgemälde gekonnt umsetzte. In den 1860er Jahren wurden seine Bilder zunehmend manieriert. „Wo er seine Neigung zum Romantisch-Sentimentalen und zum übersteigerten Effekt überwinden kann, erweist er sich als aufgeschlossener Realist und feiner Kolorist, der das einfache Landschaftsmotiv in wirkungsvoller Komposition präsentiert.“ Nachdem er im Salzburger Museum und als Denkmalpfleger tätig gewesen war, nahm er sich bei der Malerei stark zurück, legte seine gern geübten Naturstudien gänzlich zurück und beschränkte sich nur mehr auf Wiederholungen und Umformungen eigener älterer Bilder. In den letzten Jahren vor seinem Tod wandte er sich immer mehr der Stilllebenmalerei zu. Dabei verband er oftmals, als selten gelungen beschriebene, landschaftliche und architektonische Motive mit Gegenständen des Kunstgewerbes oder aus seiner eigenen Antikensammlung. Sein Œuvre gilt als sehr umfangreich, jedoch qualitativ uneinheitlich.